# Targetowanie kontekstowe
Targetowanie kontekstowe – odmiana targetowania polegająca na segmentacji materiałów pod względem ich tematyki. Portale internetowe oferują możliwość zamieszczenia reklamy o określonej tematyce w dziale, który jest z nią bezpośrednio związany.
Przykładowo targetowanie kontekstowe polega na wyświetlaniu reklam związanych z artykułami dla sportowców w dziale sportowym, czy też artykułach tematycznie powiązanych ze sportem.